# Kafr Suls
Kafr Suls (arab. ‏كفر قدّوم‎, Kafr Thulth) – palestyńska wioska położona w muhafazie Kalkilja, w Autonomii Palestyńskiej. Według danych szacunkowych Palestyńskiego Centralnego Biura Statystycznego w 2016 roku miejscowość liczyła 4882 mieszkańców